# Xenonectriella lutescens
Xenonectriella lutescens är en svampart som först beskrevs av Johann Franz Xaver Arnold, och fick sitt nu gällande namn av Weese 1919. Xenonectriella lutescens ingår i släktet Xenonectriella och familjen Nectriaceae.  Artens status i Sverige är: Ej påträffad. Inga underarter finns listade i Catalogue of Life.